# Bicchignano
Bicchignano (Bichignan in dialetto piacentino) è una frazione del comune italiano di Vigolzone, da cui dista circa 6 km, in provincia di Piacenza. 
Si trova lungo la strada del Bagnolo, che collega Rivergaro a Ponte dell'Olio, a circa 3 km di distanza da quest'ultimo.
La frazione, riportata da alcune fonti storiche come Bucchignano, conta 126 abitanti, mentre nel XIX secolo gli abitanti erano circa 320.

## Storia
Bicchignano fece parte del feudo di Veano, anch'essa frazione del comune di Vigolzone e distante pochi chilometri da Bicchignano, di cui si ha notizia a partire dal 1043 quando fu donato al monastero di San Savino
Bicchignano ospita i resti di un antico castello medievale, chiamato Castellone, citato per la prima volta nell'atto di donazione del feudo di Veano al monastero di san Savino e eretto con funzione di controllo della valle, in stretta comunicazione con i vicini fortilizi situati nel fondovalle della val Nure. Il castello passa successivamente agli Anguissola, agli Zanardi e ai Landi subendo nel tempo delle trasformazioni. 
Verso la fine del cinquecento, all'epoca del dominio dei Farnese il feudatario doveva pagare ai duchi due forme di formaggio in luogo di dieci fagiani come Censuo quinquennale. La parte più significativa, rimasta pressoché intatta è una torre fatta risalire all'inizio del Trecento. Il castello viene, infine, abbandonato nel XVIII secolo, durante il quale diviene di proprietà dei conti Costa.

## Monumenti e luoghi d'interesse
- Castellone: inizialmente noto con il nome di castello di Veano, è citato per la prima volta in un documento risalente al 1043. Originariamente l'edificio, costruito con lo scopo di controllare l'imbocco della val Nure in connessione con altri castelli posti nella vallata, presentava una struttura quadrangolare con due torri di forma quadrata situate ai vertici contrapposti. Abbandonato a partire dal XVIII secolo[3], l'unica parte del castello superstite è una delle torri, la cui edificazione è datata agli inizi del trecento.
- Chiesa di Santa Maria Immacolata: dedicata a Santa Maria Immacolata, costruita in stile neoclassico tra il 1676 e il 1688 in sostituzione di un edificio preesistente già citato nel 1309 come dipendente dalla plebana di Carmiano[5]. Custodisce al suo interno una Madonna lignea del diciottesimo secolo, attribuita all'artista fiammingo Jan Geernaert[4].

## Cultura
Ogni anno nel mese di dicembre si svolge una festa del paese in onore di Santa Barbara.